# 疣背蟾頭龜
疣背蟾頭龜（學名：Mesoclemmys vanderhaegei）是中龜屬下的一種龜，生活在阿根廷、玻利維亞、巴西、巴拉圭和烏拉圭。